# Celtic Park
Celtic Park is een voetbalstadion met plaats voor 60.857 toeschouwers in Glasgow. Het is de thuisbasis van de voetbalclub Celtic FC. Het stadion wordt ook wel 'Paradise' en 'Parkhead' genoemd. Het is een van de grootste stadions in het Verenigd Koninkrijk.
De huidige locatie werd betrokken in 1892. Het grootste bezoekersaantal werd in 1938 gehaald: 92.000. De laatste verbouwingen werden halverwege de jaren negentig uitgevoerd. Uiteindelijk zijn er nu 60.830 zitplaatsen.

## Interlands
Het Schots voetbalelftal speelde tot op heden 24 interlands in Celtic Park.
| 1  | 25 maart 1893     | Schotland – Ierland       | 6 – 1  | Home Championship |
| 2  | 7 april 1894      | Schotland – Engeland      | 2 – 2  | Home Championship |
| 3  | 30 maart 1895     | Schotland – Ierland       | 3 – 1  | Home Championship |
| 4  | 4 april 1896      | Schotland – Engeland      | 2 – 1  | Home Championship |
| 5  | 2 april 1898      | Schotland – Engeland      | 1 – 3  | Home Championship |
| 6  | 25 maart 1899     | Schotland – Ierland       | 9 – 1  | Home Championship |
| 7  | 7 april 1900      | Schotland – Engeland      | 4 – 1  | Home Championship |
| 8  | 23 februari 1901  | Schotland – Ierland       | 11 – 0 | Home Championship |
| 9  | 21 maart 1903     | Schotland – Ierland       | 0 – 2  | Home Championship |
| 10 | 9 april 1904      | Schotland – Engeland      | 0 – 1  | Home Championship |
| 11 | 18 maart 1905     | Schotland – Ierland       | 4 – 0  | Home Championship |
| 12 | 16 maart 1907     | Schotland – Ierland       | 3 – 0  | Home Championship |
| 13 | 18 maart 1911     | Schotland – Ierland       | 2 – 0  | Home Championship |
| 14 | 28 februari 1914  | Schotland – Wales         | 0 – 0  | Home Championship |
| 15 | 13 maart 1920     | Schotland – Ierland       | 3 – 0  | Home Championship |
| 16 | 4 maart 1922      | Schotland – Ierland       | 2 – 1  | Home Championship |
| 17 | 1 maart 1924      | Schotland – Noord-Ierland | 2 – 0  | Home Championship |
| 18 | 22 februari 1930  | Schotland – Noord-Ierland | 3 – 1  | Home Championship |
| 19 | 16 september 1933 | Schotland – Noord-Ierland | 1 – 2  | Home Championship |
| 20 | 2 april 1997      | Schotland – Oostenrijk    | 2 – 0  | WK-kwalificatie   |
| 21 | 11 oktober 1997   | Schotland – Letland       | 2 – 0  | WK-kwalificatie   |
| 22 | 31 maart 1999     | Schotland – Tsjechië      | 1 – 2  | EK-kwalificatie   |
| 23 | 2 september 2006  | Schotland – Faeröer       | 6 – 0  | EK-kwalificatie   |
| 24 | 14 november 2014  | Schotland – Ierland       | 1 – 0  | EK-kwalificatie   |